# 王嘉猷
王嘉猷（1925年4月2日—），江苏南京人，中华人民共和国政治人物。

## 生平

### 民国时期
早年受兄长王嘉谟影响，接触革命。1943年，18岁的王嘉猷跳过高三，考入南京中央大学土木系一年级。并与从扬州中学同样考入中央大学的江泽民相识，因同属理工学院，很快就认识相交了。王嘉猷参加其兄王嘉谟组织的青年救国社，并与江泽民一同开展反对当时南京毒品泛滥的清毒运动。1944年深秋，中共江南区党委与新四军第六师根据中共中央指示，决定派遣敌工干部李涤非，潜入南京，秘密筹组“地下军”，准备在条件成熟时，举行武装起事。与城外新四军里应外合，夺取南京。李涤非人南京后，化名李庸夫，依靠中共地下党组织和亲友关系，开始组建地下军工作。李涤非通过南京地下党党委负责人舒诚找到厉恩虞和王嘉谟，他们二人又找王嘉猷等参加。1945年8月，三人以抗敌后援会青年组，联络进入国民党军事委员会东南特派员公署南京联络站，获取枪支弹药，并摸清南京市区内碉堡。
1945年8月，抗日战争胜利；之后南京中央大学工学院学生转到上海交通大学读书。同年12月因战乱中共地下党重建，王嘉猷的入党时间重新鉴别，定为1945年11月，入党介绍人为方休。1946年，他的党关系转移到上海，之后担任中共交大地下党总支委员、书记。同年4月，介绍发展江泽民等人成为中共党员。1947年，任上海大学区委委员兼《号角报》主编。1948年，返回到南京，专职从事中共地下工作，以其家庭成为据点。1949年4月23日，解放军攻占南京。经中共地下党南京市委推荐，王嘉猷担任南京水厂的军代表，负责南京全市水源供给。

### 共和国时期
1950年6月，南京市委调他出任南京机械厂军代表。很快组建南京机床厂，他担任党委书记兼厂长。1952年，经文化部副部长夏衍举荐，调入文化部电影局主管的南京电影设备厂担任厂长。1955年，因潘汉年案，李涤非、王嘉谟等人受到牵连，王嘉猷也未免，被撤职。1962年，文化部仍将他从南京电影设备厂调入北京电影研究所总工程师。1966年，文化大革命爆发，文化部首当其冲，王嘉猷再次被冲击。文化大革命结束后，再次担任中国电影科学技术研究所副所长。1978年，策划上海浦东开发，担任上海开发研究会副会长。1991年，离休。
2004年，被诊断出身患胃癌。同年9月16日，辞去中央军委主席的江泽民到协和医院看望王嘉猷。9月20日手术成功。9月27日，江泽民再次探望王嘉猷。

## 家庭
王嘉猷父亲王锦洲早年追随孙中山，参加同盟会，留学日本，是一名医生；母亲毕业于女子师范。第二次国共内战期间，其家庭南京宁海路福音里3号一幢小洋房，挂有诊所牌子，实际上是中共地下党的一个地下秘密据地。
- 大哥王嘉谟，毕业于中央大学土木工程系，领导中共外围组织青年救国社，中共地下党员。妻子傅积嘉。
- 三弟王嘉训，中共地下党员[7]。
- 四弟王嘉言，中共地下党员。